# Gira Ahí Vamos
La Gira Ahí Vamos fue una serie de conciertos que dio el músico Gustavo Cerati desde mediados de 2006 hasta mediados de 2007 en los que presentó su disco Ahí Vamos.
En abril de 2007 el sello Sony BMG lanzó a la venta el DVD de la gira Ahí Vamos, que contiene temas interpretados por Gustavo Cerati en los conciertos realizados en el estadio Obras Sanitarias los días 16, 17, 18 y 30 de junio y 1 de julio de 2006. 
Además, este DVD contiene un documental de la gira y los videoclips de los cortes de difusión lanzados por Cerati hasta ese momento: «Crimen», «La excepción» y «Adiós».

## Fechas
| Fecha(s)                 | Ciudad                 | País                 | Lugar                                 | Asistencia |
| ------------------------ | ---------------------- | -------------------- | ------------------------------------- | ---------- |
| Gira Ahí Vamos           |                        |                      |                                       |            |
| 1 de junio de 2006       | México, D.F.           | México               | Auditorio Nacional                    | 10000      |
| 3 de junio de 2006       | Aguascalientes         | México               | Teatro Aguascalientes                 |            |
| 5 de junio de 2006       | Monterrey              | México               | Auditorio Luis Elizondo               |            |
| 6 de junio de 2006       | Monterrey              | México               | Auditorio Luis Elizondo               |            |
| 8 de junio de 2006       | Guadalajara            | México               | Teatro Diana                          |            |
| 16 de junio de 2006      | Buenos Aires           | Argentina            | Estadio Obras Sanitarias              | 4,700      |
| 17 de junio de 2006      | Buenos Aires           | Argentina            | Estadio Obras Sanitarias              | 4,700      |
| 18 de junio de 2006      | Buenos Aires           | Argentina            | Estadio Obras Sanitarias              | 4,700      |
| 23 de junio de 2006      | Santa Fe               | Argentina            | Estadio Angel P. Malvicino            |            |
| 24 de junio de 2006      | Córdoba                | Argentina            | Orfeo Superdomo                       |            |
| 30 de junio de 2006      | Buenos Aires           | Argentina            | Estadio Obras Sanitarias              | 4,700      |
| 1 de julio de 2006       | Buenos Aires           | Argentina            | Estadio Obras Sanitarias              | 4,700      |
| 4 de julio de 2006       | Mendoza                | Argentina            | Auditorio Ángel Bustelo               |            |
| 5 de julio de 2006       | Mendoza                | Argentina            | Auditorio Ángel Bustelo               |            |
| 14 de julio de 2006      | Rosario                | Argentina            | Teatro El Círculo                     |            |
| 15 de julio de 2006      | Rosario                | Argentina            | Teatro El Círculo                     |            |
| 22 de julio de 2006      | Montevideo             | Uruguay              | Teatro Plaza                          |            |
| 3 de agosto de 2006      | San Juan               | Puerto Rico          | Coliseo José Miguel Agrelot           |            |
| 5 de agosto de 2006      | Nueva York             | Estados Unidos       | LAMC Summerstage                      |            |
| 6 de agosto de 2006      | Virginia               | Estados Unidos       | State Theatre                         |            |
| 8 de agosto de 2006      | Atlanta                | Estados Unidos       | Roxy                                  |            |
| 10 de agosto de 2006     | Miami                  | Estados Unidos       | Gusman Theatre                        |            |
| 12 de agosto de 2006     | Los Ángeles            | Estados Unidos       | The Wiltern                           |            |
| 13 de agosto de 2006     | Los Ángeles            | Estados Unidos       | House of Blues                        |            |
| 14 de agosto de 2006     | Anaheim                | Estados Unidos       | House of Blues                        |            |
| 16 de agosto de 2006     | Chicago                | Estados Unidos       | House of Blues                        |            |
| 25 de agosto de 2006     | Santiago               | Chile                | Teatro Caupolicán                     |            |
| 26 de agosto de 2006     | Santiago               | Chile                | Teatro Caupolicán                     |            |
| 7 de septiembre de 2006  | Bogotá                 | Colombia             | Plaza de toros La Santamaría          |            |
| 9 de septiembre de 2006  | Medellín               | Colombia             | Jardín Botánico Joaquín Antonio Uribe |            |
| 14 de septiembre de 2006 | Lima                   | Perú                 | Gran Estelar de la Ex Feria del Hogar |            |
| 16 de septiembre de 2006 | Arequipa               | Perú                 | Jardín de la Cerveza                  |            |
| 23 de septiembre de 2006 | Buenos Aires           | Argentina            | Club Ciudad de Buenos Aires           | 15,000     |
| 25 de septiembre de 2006 | Buenos Aires           | Argentina            | Radio FM La 100 (6)                   |            |
| 29 de septiembre de 2006 | Valencia               | España               | Sala Cormorán                         |            |
| 30 de septiembre de 2006 | Palma de Mallorca      | España               | Centro Cultural Assaig                |            |
| 2 de octubre de 2006     | Barcelona              | España               | Sala Bikini                           |            |
| 3 de octubre de 2006     | Barcelona              | España               | Sala Bikini                           |            |
| 5 de octubre de 2006     | Bilbao                 | España               | Sala Azkena                           |            |
| 7 de octubre de 2006     | Santiago de Compostela | España               | Sala Capitol                          |            |
| 9 de octubre de 2006     | Madrid                 | España               | Sala Heineken                         |            |
| 10 de octubre de 2006    | Madrid                 | España               | Sala Heineken                         |            |
| 12 de octubre de 2006    | Londres                | Inglaterra           | The Forum                             |            |
| 7 de noviembre de 2006   | México, D.F.           | México               | Palacio de los Deportes               | 15000      |
| 8 de noviembre de 2006   | México, D.F.           | México               | Palacio de los Deportes               | 15000      |
| 10 de noviembre de 2006  | Guadalajara            | México               | Arena VFG                             |            |
| 12 de noviembre de 2006  | Monterrey              | México               | Auditorio Coca-Cola                   |            |
| 15 de noviembre de 2006  | Chihuahua              | México               | Gimnasio Manuel Bernardo Aguirre      |            |
| 17 de noviembre de 2006  | Ciudad Juárez          | México               | Gimnasio Universitario                |            |
| 19 de noviembre de 2006  | Tijuana                | México               | El Foro                               |            |
| 20 de noviembre de 2006  | Tijuana                | México               | El Foro                               |            |
| 23 de noviembre de 2006  | Caracas                | Venezuela            | Anfiteatro Centro Sambil              | 2,000      |
| 24 de noviembre de 2006  | Caracas                | Venezuela            | Anfiteatro Centro Sambil              | 2,000      |
| 5 de diciembre de 2006   | Buenos Aires           | Argentina            | Club Ciudad de Buenos Aires (1)       |            |
| 6 de enero de 2007       | Mar del Plata          | Argentina            | Parador Arena Beach (2)               | 25,000     |
| 13 de enero de 2007      | Punta del Este         | Uruguay              | Club Hípico de Medellín               |            |
| 23 de febrero de 2007    | Viña del Mar           | Chile                | Anfiteatro de la Quinta Vergara (5)   | 15,000     |
| 10 de marzo de 2007      | Buenos Aires           | Argentina            | Av. Alcorta y La Pampa (2)            | 200,000    |
| 15 de marzo de 2007      | Córdoba                | Argentina            | Orfeo Superdomo                       |            |
| 17 de marzo de 2007      | La Plata               | Argentina            | Club San Luis                         |            |
| 22 de marzo de 2007      | Salta                  | Argentina            | Estadio Delmi                         |            |
| 24 de marzo de 2007      | Tucumán                | Argentina            | Estadio Central Córdoba               |            |
| 28 de marzo de 2007      | Buenos Aires           | Argentina            | The Roxy                              |            |
| 17 de abril de 2007      | Buenos Aires           | Argentina            | Luna Park (3)                         | 7,000      |
| 27 de abril de 2007      | San Juan               | Puerto Rico          | Coliseo Roberto Clemente              |            |
| 29 de abril de 2007      | Santo Domingo          | República Dominicana | Casa España                           |            |
| 2 de mayo de 2007        | Panamá                 | Panamá               | Centro de Convenciones Atlapa         |            |
| 5 de mayo de 2007        | México, D.F.           | México               | Foro Sol (4)                          | 51000      |
| 8 de mayo de 2007        | San José               | Costa Rica           | Palacio de los Deportes               |            |
| 12 de mayo de 2007       | Valencia               | Venezuela            | Forum                                 |            |
| 24 de mayo de 2007       | Concepción             | Chile                | SurActivo                             |            |
| 26 de mayo de 2007       | Santiago               | Chile                | Arena Santiago                        |            |
| 2 de junio de 2007       | Buenos Aires           | Argentina            | Nordelta                              |            |
| 6 de junio de 2007       | Rosario                | Argentina            | Teatro Metropolitano                  |            |
| 9 de junio de 2007       | Asunción               | Paraguay             | Yacht Club                            |            |

Referencias:
(1) Festival ¿Cuál es? 2007

(2) Recitales gratuitos

(3) Entrega de los Premios Gardel (sólo interpretó «Adiós»
(4) Festival Vive Latino
(5) Festival de Viña del Mar
(6) Recital exclusivo para 300 personas

## Lista de canciones
La siguiente lista de canciones corresponde al concierto realizado el 16 de junio de 2006 en el Estadio Obras Sanitarias en Buenos Aires. No representa todos los conciertos de la gira.
1. Al Fin Sucede
2. La Excepción
3. Uno Entre 1000
4. Adiós
5. Bomba de Tiempo
6. Caravana
7. Ecos
8. Tu Medicina
9. Toma La Ruta
10. Otra Piel
11. Medium
12. Me Quedo Aquí
13. Engaña
14. Té Para Tres
15. Av. Alcorta
16. Dios Nos Libre
17. Cosas imposibles
18. Vivo
19. Lago en el Cielo
20. Crimen
21. Paseo Inmoral
22. Prófugos
23. Planta
24. Puente
25. Jugo De Luna

## Canciones tocadas
| Álbum                             | Canción                    | Veces |
| --------------------------------- | -------------------------- | ----- |
| Ahí Vamos (2006)                  | Crimen                     | 76    |
| Ahí Vamos (2006)                  | Bomba de tiempo            | 75    |
| Ahí Vamos (2006)                  | La excepción               | 75    |
| Ahí Vamos (2006)                  | Adiós                      | 75    |
| Ahí Vamos (2006)                  | Lago en el cielo           | 74    |
| Ahí Vamos (2006)                  | Caravana                   | 72    |
| Ahí Vamos (2006)                  | Me quedo aquí              | 70    |
| Ahí Vamos (2006)                  | Médium                     | 70    |
| Ahí Vamos (2006)                  | Jugo de luna               | 68    |
| Ahí Vamos (2006)                  | Uno entre 1000             | 67    |
| Ahí Vamos (2006)                  | Dios nos libre             | 43    |
| Ahí Vamos (2006)                  | Al fin sucede              | 43    |
| Ahí Vamos (2006)                  | Otra piel                  | 21    |
| Siempre es hoy (2002)             | Cosas imposibles           | 73    |
| Siempre es hoy (2002)             | Vivo                       | 28    |
| Siempre es hoy (2002)             | Artefacto                  | 17    |
| Siempre es hoy (2002)             | Karaoke                    | 16    |
| Siempre es hoy (2002)             | Sudestada                  | 4     |
| Bocanada (1999)                   | Puente                     | 74    |
| Bocanada (1999)                   | Paseo inmoral              | 73    |
| Bocanada (1999)                   | Engaña                     | 43    |
| Sueño Stereo (1995)               | Planta                     | 42    |
| Amor amarillo (1993)              | Av. Alcorta                | 46    |
| Amor amarillo (1993)              | Pulsar                     | 16    |
| Amor amarillo (1993)              | Bajan                      | 14    |
| Amor amarillo (1993)              | Lisa                       | 3     |
| Amor amarillo (1993)              | Cabeza de medusa           | 2     |
| Dynamo (1992)                     | Toma la ruta               | 52    |
| Dynamo (1992)                     | Nuestra fe                 | 16    |
| Colores santos (1992)             | Tu medicina                | 21    |
| Colores santos (1992)             | Vuelta por el universo     | 15    |
| Canción animal (1990)             | Té para tres               | 72    |
| Doble vida (1988)                 | En la ciudad de la furia   | 1     |
| Ciudad de pobres corazones (1987) | Ciudad de pobres corazones | 1     |
| Ciudad de pobres corazones (1987) | Gente sin swing            | 1     |
| Signos (1986)                     | Prófugos                   | 73    |
| Nada personal (1985)              | Ecos                       | 54    |
| Nada personal (1985)              | Juego de seducción         | 30    |
| Heroes (1977)                     | Heroes (David Bowie)       | 1     |

## Músicos
Nuevamente en este periodo la banda sufrió cambios, quedándose casi en su totalidad como la banda permanente de Cerati hasta 2010. En la caso de la batería a pesar de que el disco de estudio fue grabado  por cuatro diferentes músicos, solo uno tomó el rol en las giras.
Gustavo Cerati: Voz y Guitarra Principal
Richard Coleman: Segunda Guitarra y Coros
Fernando Nalé: Bajo y Coros
Leandro Fresco: Teclados, Samplers y Coros
Fernando Samalea: Batería y Percusión
Deborah De Corral: Coros (Algunas canciones específicas)
- Datos: Q24939748